# Acrobeles ciliatus
Acrobeles ciliatus is een rondwormensoort. De wetenschappelijke naam van de soort is voor het eerst geldig gepubliceerd door Von Linstow.